# マルカス・ジンゲリス
マルカス・ジンゲリス（Markas Zingeris、1947年1月2日 - ）は、リトアニアの作家、詩人。

## 経歴
1971年、ヴィリニュス大学ジャーナリズム研究所を卒業。1971年から1976年までカウナス工業大学およびカウナス医科大学で講師を務める。1976年から1987年までリトアニア国立歴史博物館で勤務。1987年から1990年までリトアニア農業大学国際交流部長。1989年から1990年までカウナス・ユダヤ人協会会長。1990年から1992年までリトアニア農民連合副会長。1991年から1995年まで週刊紙『シャウレス・アテナイ』でエッセイを執筆。1990年からリトアニア作家連合会員。2005年から国立ヴィリニュス・ガオン・ユダヤ博物館館長。

## 著作物
- Namas iš kedro（1984年）
- Vakaras vaikystėje“（1989年）
- Šitiek saulėlydžių“（1993年）
- Aplink fontaną, arba Mažasis Paryžius“（1995年）

## 家族
弟のエマヌエリス・ジンゲリスは、祖国同盟所属の国会議員。